# Аттіла Матеффі
Атілла Матеффі (угор. Mátéffy Attila, 1903 — ?) — угорський футболіст, що грав на позиції нападника. Відомий виступами, зокрема, за клуби «Кішпешт» і «Бочкаї».

## Життєпис
Виступав у складі команди «Кішпешт» (Будапешт). У останньому аматорському чемпіонаті Угорщини зіграв 11 матчів і забив три голи. Наступного року угорська ліга стала професіональною, хоча сам Матеффі не виступав у вищому дивізіоні, а продовжив грати за аматорську команду клубу «Кішпешт», що грала аматорській лізі. У складі команди став володарем Кубка Угорщини у 1926 році. У зв'язку з реорганізацією угорського футболу у тому розіграші кубка не могли грати професіонали. Матеффі забив два м'ячі у півфінальній грі з командою «3-й округ ТВЕ», що завершився перемогою з рахунком 4:2. У фіналі «Кішпешт» зустрівся з командою БЕАК. Гра завершилась нічиєю 1:1, тому було призначене перегравання, що відбулося 19 грудня 1926 року за присутності лише 150 глядачів. В основний час рахунок матчу був також 1:1. У додатковий час команди знову обмінялись голами (один з яких на рахунку Матеффі), після чого гра продовжилась до забитого голу. Переможний гол «Кішпешт» забив на 157-й хвилині матчу стараннями Д'єзе Грегора.
Наступного сезону Матеффі знову грав за першу команду «Кішпешта». У десяти матчах чемпіонату відзначився п'ятьма голами.
У 1930—1932 роках грав за команду «Бочкаї» (Дебрецен). Клуб двічі досягав високого для себе четвертого місця у чемпіонаті, а Матеффі був головним бомбардиром команди, у обох сезонах потрапляв до десятки найкращих снайперів чемпіонату. У 1931 році у складі команди взяв участь у матчах кубка Мітропи. «Бочкаї» у чвертьфіналі двічі поступився майбутньому переможцеві турніру австрійській «Вієнні» (0:3, 0:4).
Також виступав у командах «Аттіла» (Мішкольц) і «Шомодь» (Капошвар).

## Досягнення
- Володар Кубка Угорщини: 1926